# Spy of Napoleon
Pour plus de détails, voir Fiche technique et Distribution.
Spy of Napoleon  est un film d'espionnage britannique réalisé par Maurice Elvey, sorti en 1936.

## Synopsis
Eloise, une fille illégitime de Napoléon III, est engagée comme un agent secret au sein de la police politique, afin d'espionner l'aristocratie que l'empereur soupçonne de vouloir le renverser avec l'aide des Prussiens.

## Fiche technique
- Titre français : Spy of Napoleon
- Réalisation : Maurice Elvey
- Scénario : Fred V. Merrick et Harold Simpson d'après le roman d'Emma Orczy
- Photographie : Curt Courant
- Montage : Jack Harris
- Pays d'origine :  Royaume-Uni
- Format : Noir et blanc - 1,37:1 - Mono
- Genre : Film historique
- Date de sortie : 1936

## Distribution
- Richard Barthelmess : Gerard de Lanoy
- Dolly Haas : Eloise
- Frank Vosper : Napoleon III
- Francis L. Sullivan : Chef de la police
- Joyce Bland : l'impératrice
- C. Denier Warren : Benicolet
- Henry Oscar : Hugo Blot
- Lyn Harding : Otto von Bismarck
- George Merritt : le consul de Prusse